# Base de Apoyo Logístico Tandil
La Base de Apoyo Logístico "Tandil" (BAL Tandil) es una unidad de caballería del Ejército Argentino con asiento de paz en Tandil y con dependencia orgánica de la I Brigada Blindada.

## Historia
El 16 de noviembre de 1964 fue creado Batallón Logístico 1 en Tandil con dependencia de la I Brigada de Caballería Blindada.
El 12 de diciembre de 1978 y por la crisis con Chile, el Batallón se movilizó al río Negro; ocupando su zona de reunión dentro de la estancia "La Medialuna" a orillas del Río Negro; el 8 de mayo de 1982 se movió a Viedma por la guerra de las Malvinas.
En 1994 fue organizada como Base de Apoyo Logístico "Tandil", en la órbita de la I Brigada Blindada.

## Actividades operacionales
La base de apoyo logística realiza el apoyo a las operaciones de la I Brigada Blindada y de apoyo a la comunidad. En 2020 llevó a cabo proveyó apoyo logístico, transporte, alojamiento y raciones alimentarias para el esfuerzo de ayuda humanitaria de las Fuerzas Armadas de la Nación durante la pandemia de COVID-19 en la Argentina.